# Manuel Ramos
Manuel Lopes Tavares de Almeida Ramos (* 5. September 2002 in Covilhã) ist ein portugiesischer Skirennläufer.

## Karriere
Ramos erlernte das Skifahren im Alter von 3 Jahren in seiner Heimatstadt Covilhã. Sein internationales Renndebüt gab er am 11. Dezember 2018 bei einem FIS-Riesenslalom am Kronplatz. Sein erstes internationales Großereignis bestritt er knapp zwei Monate später als einziger portugiesischer Sportler beim Europäischen Olympischen Winter-Jugendfestival in Sarajevo, wobei er mit Rang 51 im Slalom seine beste Platzierung erreichte.
In den darauffolgenden Jahren startete Ramos, abgesehen von internationalen Großereignissen, hauptsächlich bei FIS bzw. Citizenrennen in Frankreich und Spanien.
2023 nahm Ramos erstmals an Alpinen Skiweltmeisterschaften teil. Bei den Wettkämpfen in Courchevel bzw. Méribel belegte er im Slalom den 59. Platz.

## Erfolge

### Weltmeisterschaften
- Courchevel/Méribel 2023: 59. Slalom, DNQ Riesenslalom
- Saalbach 2025: DNQ Riesenslalom, DNQ Slalom

### Juniorenweltmeisterschaften
- Val di Fassa 2019: 55. Slalom, DNF Riesenslalom
- Bansko 2021: 49. Riesenslalom, DNF Slalom
- Panorama 2022: DNF Riesenslalom, DNF Slalom
- St. Anton 2023: DNF Riesenslalom, DNF Slalom

### Olympische Jugend-Winterspiele
- Lausanne 2020: 36. Slalom, 47. Riesenslalom

### Europäisches Olympisches Winter-Jugendfestival
- Sarajevo 2019: 51. Slalom, DNF Riesenslalom

### Weitere Erfolge
- Portugiesischer Meister im Riesenslalom (2023)
- Portugiesischer Vizemeister im Riesenslalom (2024)